# Saurer D 330 N
Der Saurer D330 N ist ein 6×4-Muldenkipper, von dem die Adolph Saurer AG ab 1979 72 Stück herstellte. Die Kippmulde hat ein Fassungsvermögen von 7 m³.
Die Schweizer Armee setzte den Muldenkipper für die Genie- und Rettungstruppen ein.
Ein Fahrzeug befindet sich heute im Schweizerischen Militärmuseum Full, ein weiteres im Zuger Depot Technikgeschichte.

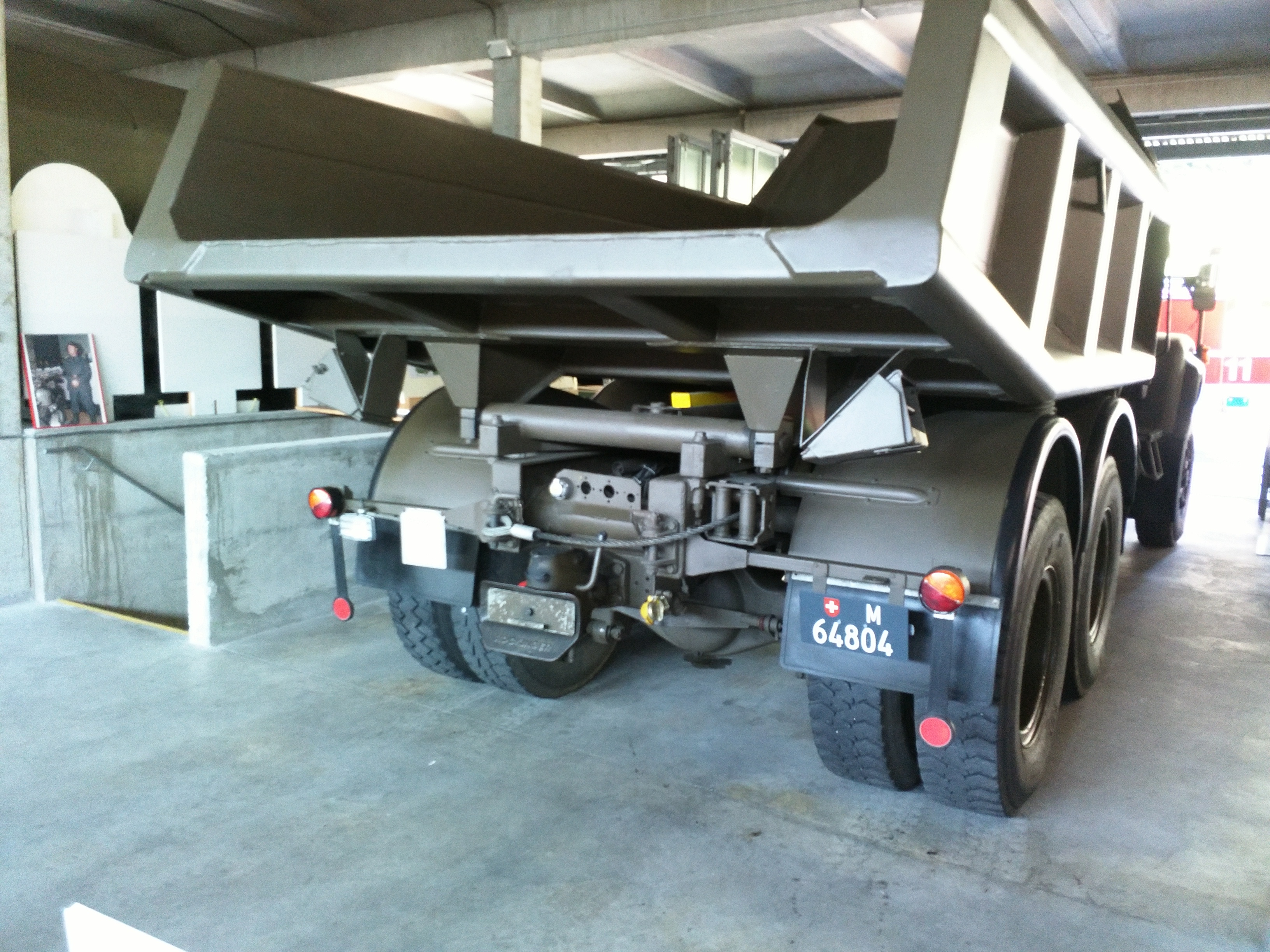
Saurer D330N Heck im Zuger Depot Technikgeschichte
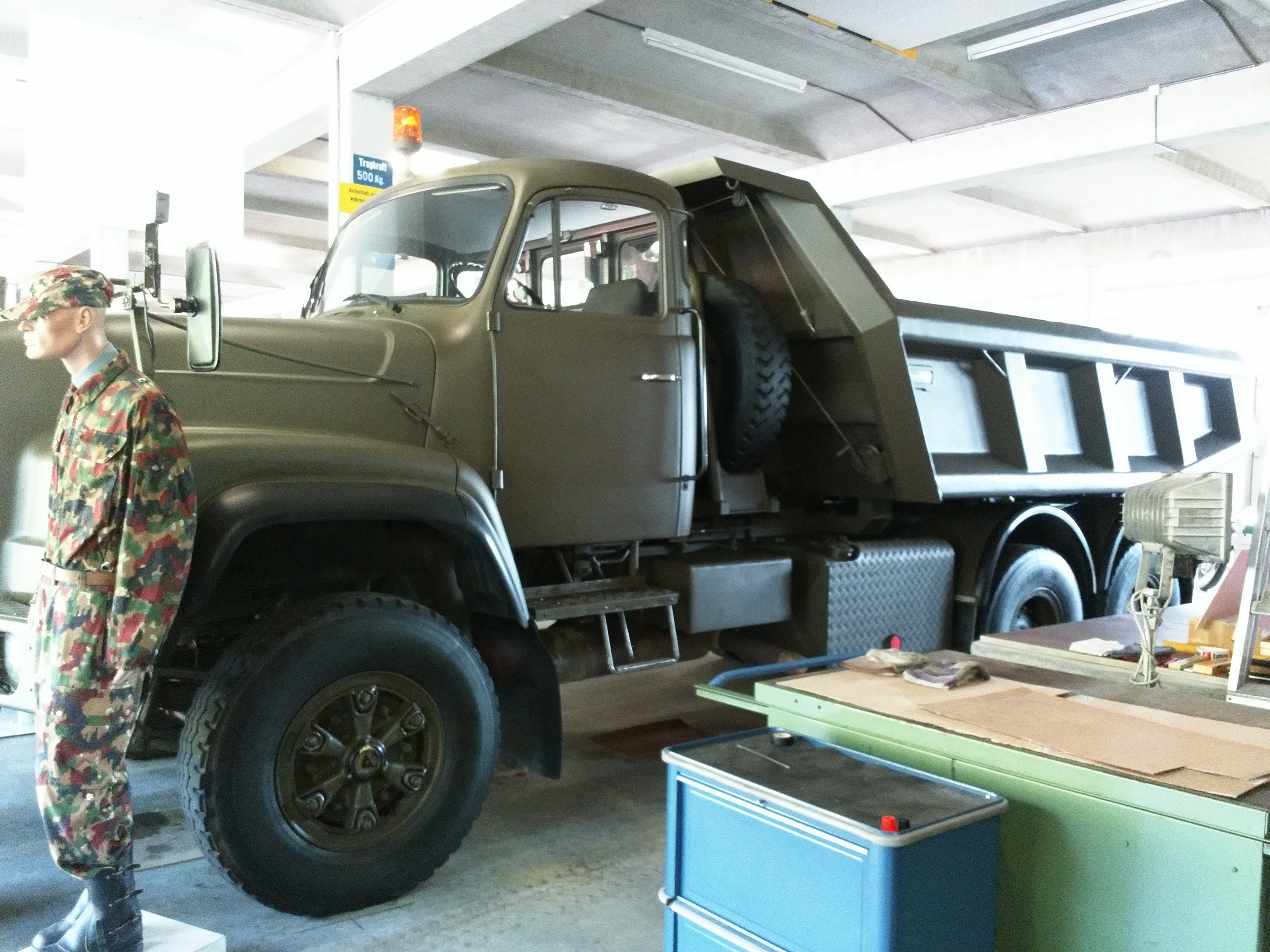
Saurer D330N Seite